# Karlshus
Karlshus è un villaggio della Norvegia, situato nella municipalità di Råde, nella contea di Østfold.